# Yoshimasa Sugawara
Yoshimasa Sugawara (菅原 義正 Sugawara Yoshimasa?, born 31 May 1941) (菅原 義正 Sugawara Yoshimasa?, (n. 31 mai 1941, Otaru, Japonia) este un pilot japonez de raliuri, care a terminat de șapte ori pe podium la Raliul Dakar în categoria camioane.
Cu 34 de participări la Raliul Dakar până în ediția 2017 (la vârsta de 76 de ani participă la ediția 2018), a fost menționat în Guiness World Records. 
Fiul său, Teruhito Sugawara, îi este coechipier în echipa Hino la Raliul Dakar.

## Rally Dakar
Rezultatele sunt de pe site-ul oficial al raliului Dakar.
|                                                        | An   | Categorie | Copilot           | Mecanic         | Vehicul           | Loc |
| ------------------------------------------------------ | ---- | --------- | ----------------- | --------------- | ----------------- | --- |
| 1                                                      | 1983 | Moto      |                   |                 | Honda XLR 400     | Ab  |
| 2                                                      | 1984 | Moto      |                   |                 | Honda XL 400      | Ab  |
| 3                                                      | 1985 | Auto      | Tamotsu Akusawa   |                 | Mitsubishi Pajero | Ab  |
| 4                                                      | 1986 | Auto      | Takayuki Maruyama |                 | Mitsubishi Pajero | 33  |
| 5                                                      | 1987 | Auto      | Takayuki Maruyama |                 | Mitsubishi Pajero | 87  |
| 6                                                      | 1988 | Auto      | Hideki Shibata    |                 | Mitsubishi Pajero | Ab  |
| 7                                                      | 1989 | Auto      | Hideki Shibata    |                 | Mitsubishi Pajero | 27  |
| 8                                                      | 1990 | Auto      | Hideki Shibata    |                 | Mitsubishi Pajero | 26  |
| 9                                                      | 1991 | Auto      | Hideki Shibata    |                 | Mitsubishi Pajero | 22  |
| 10                                                     | 1992 | Camion    | Katsumi Hamura    | -               | Hino Ranger       | 6   |
| 11                                                     | 1993 | Camion    | Hideki Shibata    | -               | Hino Ranger       | 6   |
| 12                                                     | 1994 | Camion    | Hideki Shibata    | -               | Hino Ranger       | 2   |
| 13                                                     | 1995 | Camion    | Hideki Shibata    | -               | Hino Ranger       | 2   |
| 14                                                     | 1996 | Camion    | Katsumi Hamura    | -               | Hino Ranger       | 6   |
| 15                                                     | 1997 | Camion    | Katsumi Hamura    | Naoko Matsumoto | Hino Ranger       | 2   |
| 16                                                     | 1998 | Camion    | Nao Ushioda       | Naoko Matsumoto | Hino Ranger       | 2   |
| 17                                                     | 1999 | Camion    | Teruhito Sugawara | Naoko Matsumoto | Hino Ranger       | 2   |
| 18                                                     | 2000 | Camion    | Teruhito Sugawara | Seichi Suzuki   | Hino Ranger       | 5   |
| 18                                                     | 2001 | Camion    | Teruhito Sugawara | Seichi Suzuki   | Hino Ranger       | 2   |
| 20                                                     | 2002 | Camion    | Seichi Suzuki     | Naoko Matsumoto | Hino Ranger       | 3   |
| 21                                                     | 2003 | Camion    | Teruhito Sugawara | Seichi Suzuki   | Hino Ranger       | 5   |
| 22                                                     | 2004 | Camion    | Teruhito Sugawara | Seichi Suzuki   | Hino Ranger       | 5   |
| 23                                                     | 2005 | Camion    | Katsumi Hamura    | -               | Hino Ranger       | 2   |
| 24                                                     | 2006 | Camion    | Katsumi Hamura    | -               | Hino Ranger       | 5   |
| 25                                                     | 2007 | Camion    | Katsumi Hamura    | -               | Hino Ranger       | 13  |
| Eveniment anulat – înlocuit de Raliul Europei Centrale |      |           |                   |                 |                   |     |
| 26                                                     | 2009 | Trucks    | Katsumi Hamura    | -               | Hino Ranger       | 26  |
| 27                                                     | 2010 | Trucks    | Katsumi Hamura    | -               | Hino Ranger       | Ret |
| 28                                                     | 2011 | Trucks    | Katsumi Hamura    | -               | Hino Ranger       | 13  |
| 29                                                     | 2012 | Trucks    | Katsumi Hamura    | -               | Hino Ranger       | 24  |
| 30                                                     | 2013 | Trucks    | Katsumi Hamura    | -               | Hino Ranger       | 31  |
| 31                                                     | 2014 | Trucks    | Katsumi Hamura    | -               | Hino Ranger       | 32  |
| 32                                                     | 2015 | Trucks    | Katsumi Hamura    | -               | Hino Ranger       | 32  |
| 33                                                     | 2016 | Trucks    | Katsumi Hamura    | -               | Hino Ranger       | 31  |
| 34                                                     | 2017 | Trucks    | Katsumi Hamura    | -               | Hino Ranger       | 27  |
| 35                                                     | 2018 | Trucks    | Katsumi Hamura    | -               | Hino Ranger       | Ab  |
| 36                                                     | 2019 | Trucks    | Katsumi Hamura    | -               | Hino Ranger       | Ab  |